# Statutarno silovanje
Statutarno silovanje (eng. Statutory rape) označava sve neusiljene seksualne radnje između punoljetne i osobe koja po zakonu nije dovoljno stara da dâ pristanak. Odnosno, odrasla osoba koja je imala seksualni odnos s maloljetnom može biti osuđena za statutarno silovanje iako su obje osobe pristale na odnos. 
Legalno usvojena dob pristanka države određuje od koje dobi je maloljetna osoba zakonski dovoljno zrela dati pristanak na bilo kakve seksualne radnje s punoljetnom osobom, i koliko stara druga osoba mora biti (nekad u odnosu na maloljetnu) da bi ju se moglo osuditi za statutarno silovanje.

## Relativnost dobi pristanka
Validna dob pristanka maloljetne osobe za seksualni odnos s punoljetnom je relativan i varira od države do države. Razlog takvoj relativnosti između država su različite kulturološke norme koje kompliciraju percepciju društva na statutarno silovanje.
- Sjedinjene Američke Države - šesnaestogodišnja osoba može dati pristanak na seksualni odnos s odraslom osobom ako je između njih dobna razlika do 5 godina.[1]

- Danska - punoljetnoj osobi koja je imala seksualni odnos s osobom mlađom od 15 godina prijeti zatvorska kazna do 8 godina, bez obzira na pristanak osobe mlađe od 15 godina.[2]
- Nizozemska - punoljetnoj osobi koja je imala seksualni odnos s osobom mlađom od 12 godina prijeti zatvorska kazna od 12 godina, bez obzira na pristanak osobe mlađe od 12 godina.[3]
- Ujedinjeno Kraljevstvo - punoljetnoj osobi koja je imala seksualni odnos s osobom mlađom od 13 godina prijeti zatvorska kazna, bez obzira na pristanak osobe mlađe od 13 godina.[4]

## Statutarno silovanje u Hrvatskoj
Protokol o postupanju u slučaju seksualnog nasilja Vlade Republike Hrvatske iz 2018. još uvijek ne navodi protokol o postupanju u slučaju statutarnog silovanja, već samo o postupanju u slučajevima silovanja bez pristanka žrtve.